# Velothon Berlin
Le Velothon Berlin (ProRace Berlin de 2011 à 2013) est une course cycliste allemande créée en 2011 et dirigée par l'ancien champion allemand, Erik Zabel. Elle se déroule dans la région de Berlin. Elle fait partie de l'UCI Europe Tour depuis sa création.

## Palmarès
| Année           | Vainqueur       | Deuxième        | Troisième        |
| --------------- | --------------- | --------------- | ---------------- |
| ProRace Berlin  |                 |                 |                  |
| 2011            | Marcel Kittel   | Giacomo Nizzolo | Alexei Markov    |
| 2012            | André Greipel   | Rüdiger Selig   | Raymond Kreder   |
| 2013            | Marcel Kittel   | Matteo Pelucchi | André Greipel    |
| Velothon Berlin |                 |                 |                  |
| 2014            | Raymond Kreder  | Sam Bennett     | Alexander Porsev |
| 2015            | Ramon Sinkeldam | Sam Bennett     | Zico Waeytens    |